# Goto Predestinatsia
Goto Predestinatsia (en ruso: Гото Предестинация), nombre macarrónico derivado del alemán Gott y el latín praedestinatio: Predestinación Divina, fue un navío de línea ruso de 58 cañones, propulsado a vela botado el 8 de mayo de 1700 en los astilleros del Almirantazgo de Vorónezh. Construido siguiendo el diseño del zar ruso Pedro I bajo la dirección del que más tarde se convertiría en renombrado constructor naval Fedosey Skliáyev. Pedro I intervino en las obras de construcción, dirigió la ceremonia de colocación del casco del Goto Predestinatsia y participó en la botadura del buque.
El Goto Predestinatsia se convirtió en el primer navío de línea ruso y el primer buque de cuarta clase en la clasificación británica de 1706 creado en Rusia sin intervención de técnicos extranjeros. A lo largo de sus años de servicio el navío formó parte de la flota de Azov. Tras el fracaso de la campaña del Prut y la pérdida de Azov el buque fue vendido al Imperio Otomano.
En el año 2014 se inauguró una reproducción histórica del buque.

## Historia de la construcción
A finales del siglo XVII los preparativos de Pedro I para la guerra contra el Imperio Otomano hicieron necesaria la construcción de una Armada rusa regular. En aquel momento, Europa se estaba preparando para la Guerra de Sucesión Española. La alianza entre el Estado ruso, Austria y Venecia contra el Imperio Otomano se estaba rompiendo.  En este contexto el Estado ruso eligió como vector estratégico la lucha contra Suecia. Entretanto, la flota del Azov continuó siendo reforzada por buques con baterías de cañones como medida disuasoria ante la eventualidad de un conflicto armado con el Imperio Otomano y para evitar la guerra en dos frentes.
La fundación en las tierras de Vorónezh de agrupaciones de patrocinadores llamadas kumpanstva en el período 1696-1697 y la asistencia de constructores extranjeros resultaron insuficientes para acelerar la construcción de la flota del Azov, por lo que se decidió construir la flota únicamente con recursos estatales y con la participación solo de técnicos nacionales.
Ya en el año 1698 Pedro I ya había avistado los inconvenientes de la construcción naval por los kumpanstva y los esfuerzos de la Gran Embajada. Así, en una carta del 28 de noviembre el embajador del Sacro Imperio Romano, Johann Georg Korb, informaba a Viena:

…El ímpetu y la exaltación con la que estaban preparando la guerra venidera casi se han enfriado; el soberano se dedica únicamente a la reforma y construcción de navíos. Navíos que ha costado mucho construir, son deficientes y sirven más bien para transportar cargas de mercaderes que para acciones bélicas
Carta del 28 de noviembre de 1698 de Johann Georg Korb a la corte de Leopoldo I.

Otro problema fue la corta duración de los contratos de constructores navales extranjeros que podían aprovecharlo para marcharse sin haber concluido las obras. Esta circunstancia hizo que Pedro I rodease Vorónezh y los astilleros circundantes por retenes. Un decreto prohibía, bajo pena de muerte, a los habitantes ceder caballos a constructores navales o sus obreros o llevarlos en carros sin una autorización especial.

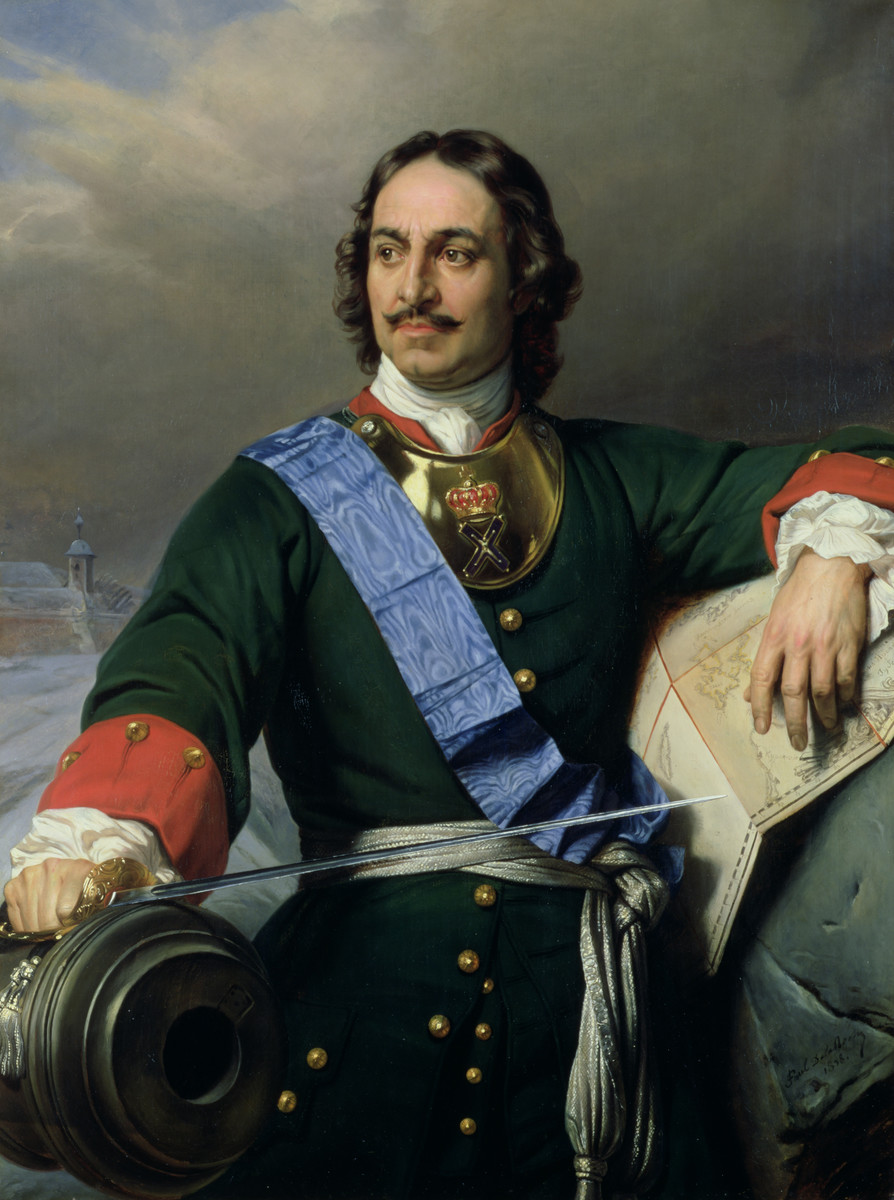
Retrato de Pedro I.
Paul Delaroche (1838)

A finales de 1698 Pedro I se encontraba en Vorónezh junto al vicealmirante Cornelius Cruys que, por orden del zar, estaba supervisando la construcción y reparación de buques en los astilleros del almirantazgo de Vorónezh. Cruys había recibido el encargo de redactar dos listas con todo lo necesario para la construcción de buques. La primera lista incluía el armamento de los navíos y la segunda, los pertrechos. Durante los preparativos se encontró un almacén de madera intacto, preparado para la construcción de navíos del Estado.
Con estas reservas de madera el 29 de noviembre de 1698, bajo la dirección de Pedro I se inició la construcción la construcción del buque de 58 cañones Goto Predestinatsia (Predestinación Divina). En su construcción probablemente se utilizaron planos ingleses que el zar habría traído de Inglaterra. Una prueba de esta teoría es el gran espejo que en aquellos tiempos era característico solo de navíos ingleses. Dado que el Goto Predestinatsia estaría destinado a navegar en aguas someras, Pedro I introdujo cambios en los planos ingleses. El calado del buque fue reducido. La quilla ofrece una estructura única para la época que impedía que se abriesen vías de agua al golpearse contra el fondo. En 1698 Pedro I dejó anotado en el libro de la secretaría: “...el 19 de noviembre, en memoria del santo mártir Abdas, iniciamos la construcción del buque denominado Predestinación Divina. Quilla de 130 pies, ancho de 33 pies”.
Casi al mismo tiempo empezó la construcción de otros dos buques: Cherepaja y Veliki Galeás. El constructor inglés Joseph Nye dirigió la construcción del Cherepaja y el veneciano Giacomo Moro la del segundo navío. La construcción del Goto Predestinatsia inicialmente fue dirigida por el propio Pedro I. Así, gracias a la construcción simultánea de los tres buques, dio comienzo una singular competición entre constructores rusos, ingleses y venecianos.
Más tarde Pedro I nombró para dirigir la construcción del Goto Predestinatsia en su lugar al aprendiz naval Fedosey Skliáyev. Para que Skliáyev pudiera cumplir con sus nuevas obligaciones Pedro I tuvo que traerlo de vuelta de Venecia donde había sido destinado por el zar un mes antes junto a Lukyán Vereschaguin para formarse en el astillero del arsenal de Venecia. El segundo aprendiz, L. Vereschaguin, asimismo recibió la orden de partir con urgencia hacia Vorónezh.
En Moscú, camino de Vorónezh, Skliáyev y Vereschaguin iniciaron una pelea de borrachera con soldados del Regimiento Preobrazhenski en la que dieron una paliza a dos personas. Ambos fueron detenidos como responsables de la pelea y azotados por orden del príncipe Fiódor Romodánovski. Sin embargo, este incidente no tuvo mayores consecuencias para Skliáyev. Más aún, Pedro I intervino personalmente para conseguir su liberación. En una carta a Romodánovski escribió: 

...¿Por qué retienen a nuestros compañeros Skliáyev y Lukyán? … ¡Me resulta muy triste! Estaba esperando más que a nadie a Skliáyev porque es el mejor en sus artes; pero tú los retienes. ¡Dios te juzgará! En verdad te digo que no tengo ayudantes aquí. Pero veo que [para ti] no es un asunto de Estado. Libéralos por Dios (y en lo que se refiere a ellos, yo respondo) y envíamelos aquí.
Pedro I a Fiódor Romodánovski

A mediados de diciembre de 1698, Pedro I abandonó Vorónezh dejando como responsable de la construcción del Goto Predestinasia a Skliáyev, mientras que Vereschaguin se haría cargo de los acabados del buque. Según el testimonio del inglés John Perry Skliáyev recibió la orden de pedir asesoramiento sobre la construcción del navío a constructores ingleses. En febrero de 1699 Pedro I regresa a Vorónezh y desde ese momento la construcción del Goto Predestinatsia queda bajo su dirección personal. El 12 de marzo de 1700 Pedro I escribe a Fiódor Golovín: “El buque confío, con ayuda de Dios, terminar y botar (si nada lo impide) para ser el primero…” Al mismo tiempo Pedro I informa de fuertes heladas en Vorónezh que obligan a suspender los trabajos de construcción.

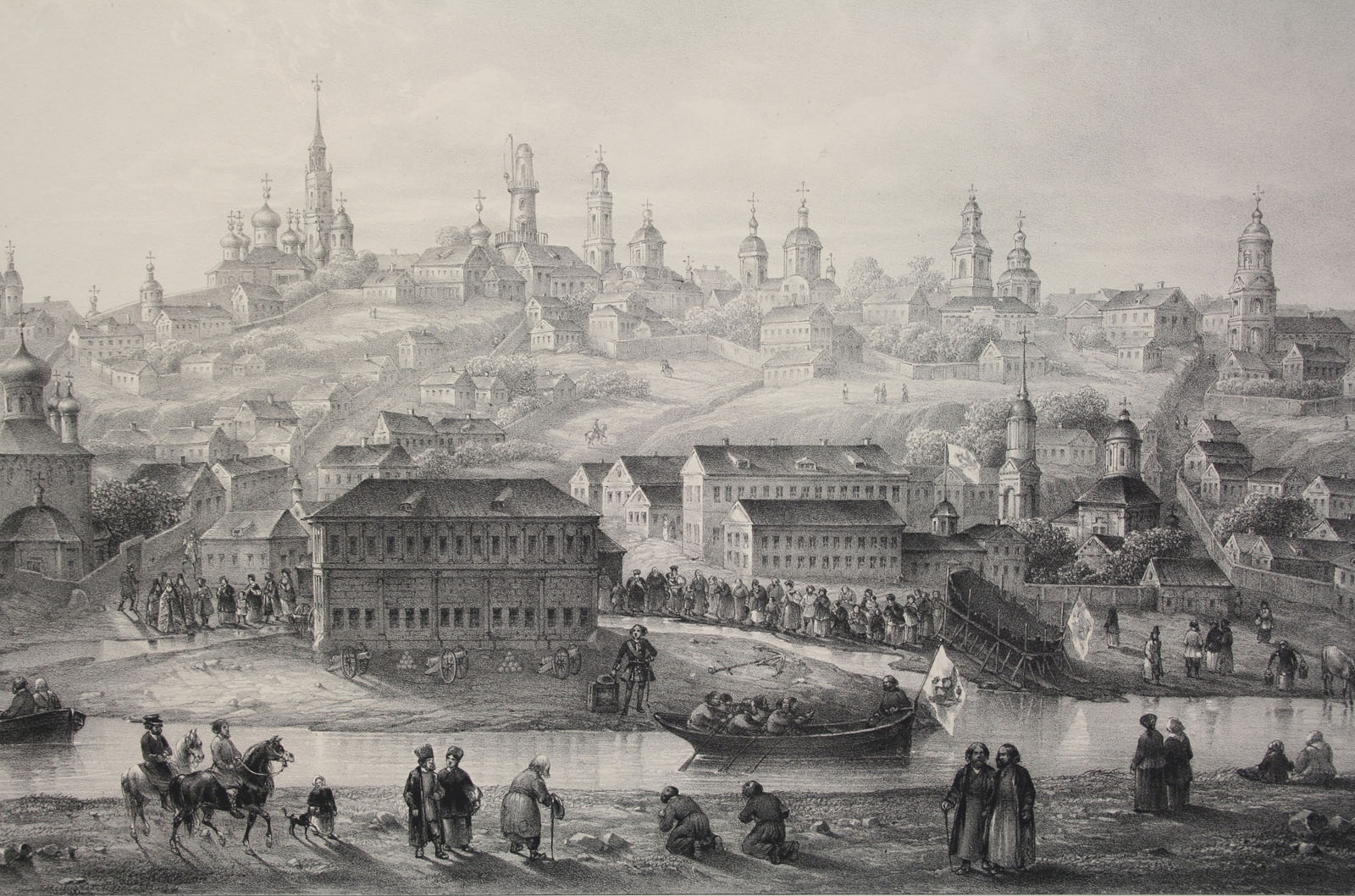
Almirantazgo de Vorónezh (principios del s. XVIII)

El navío estaba terminado a mediados de abril pero el bajo caudal del río obligó a retrasar la botadura. Esta tuvo lugar el 8 de mayo de 1700 en presencia del zarévich Alejo Románov, la zarevna Natalia Alekséievna (hermana de Pedro I), embajadores extranjeros y otros invitados de honor.

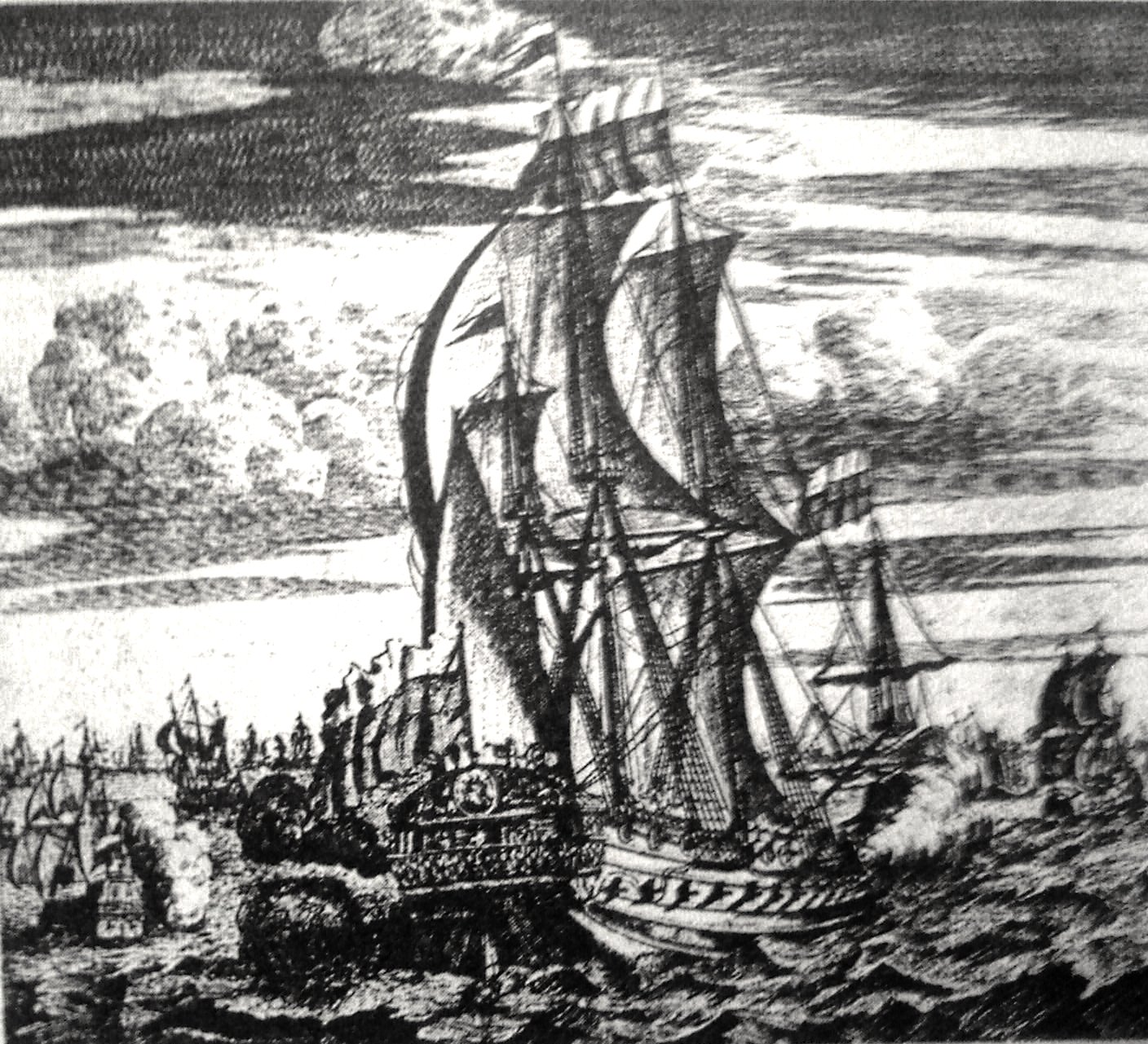
‘’Goto Predestinatsia’’ de Pieter Picart (1718)

Han llegado hasta nosotros algunos comentarios elogiosos de personajes que estuvieron presentes en la botadura del navío. Así, Fiódor Golovín escribió al hetman Mazepa:

Sobre el navío construido por voluntad del monarca nuestro le notifico: posee considerable arte, más teniendo en cuenta el buen tamaño con el que ha sido construido, para no poco asombro de constructores holandeses e ingleses que años ha que practican estas artes

Tiene interés también la opinión que el buque merece al enviado holandés Van der Hulst que escribió en el informe dirigido a los Estados Generales tras la botadura del Goto Predestinatsia: «...esta nave [la Goto Predestinatsia] es bastante hermosa… Las demás no valen demasiado…».
Una imagen del buque fue enviada por Pedro I al holandés Gerrit Claesz Pool, maestro suyo en el astillero de la Compañía Neerlandesa de las Indias Orientales. Este responde agradeciendo al zar el honor y opinando que «el navío tiene importantes proporciones». El propio Pedro I valoró así la nave construida por él: «...bastante hermosa, muy importante en sus proporciones, de gran arte y construida de muy buen tamaño».
En sus notas Opinión sobre algunos de los navíos de la flota de Vorónezh el zar apunta:

El navío creado por el constructor Nye es el mejor de todos en tanto que guarda bien la proporción inglesa....

El navío nombrado Predestinación Divina qué proporción, fortaleza y comodidad tiene no podemos escribir ni suponer, en tanto que es de nuestra medida y trabajo y para ello lo proponemos para disquisición.

Sin embargo, ya a principios de 1701 Pedro anota:
“Preparar para la primavera los buques: Goto Predestinatsia, Shilpot, Vorónezh, Vinkelgak, Delfín...”

## Descripción

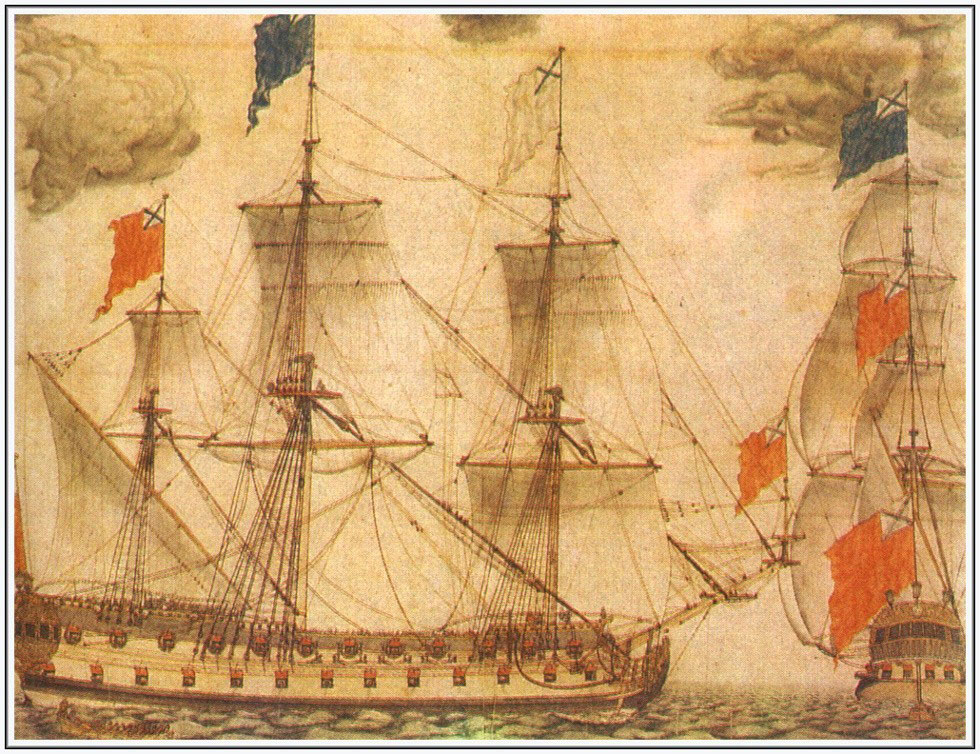
Goto Predestinatsia de Pieter Bergman (1700)

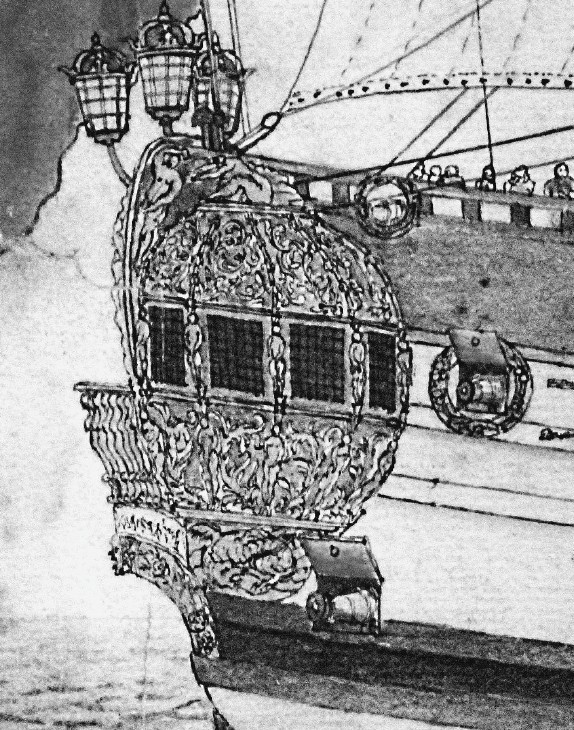
Goto Predestinatsia de Pieter Bergman, fragmento de la popa y de la galería lateral del buque

Dado que el navío estaba destinado a la navegación por las aguas someras del mar de Azov, su calado fue reducido. La quilla del Goto Predestinatsia consistía en dos piezas unidas entre sí de modo que, al golpear el fondo solamente quedaba dañada la de abajo y el agua no penetraba en el casco de la nave. Estructuras semejantes no empezaron a aparecer en las flotas de otros países hasta los años 1840. La fortaleza del barco quedaba asegurada por la gran curvatura del cintón, al tiempo que se dotaba de suave contorno para que la embarcación pudiera entrar con facilidad la ola.
El navío empleaba 6 anclas: 2 de 72 puds, 2 de 68 puds y 1 de 52 puds con 20 libras.
Según el historiador V. Rastorgúyev, de los 58 cañones con los que contaba el Goto Predestinatsia 26 eran de 16 libras, 24 de 8 libras y 8 de 3 libras. En los documentos de archivo se ha conservado el informe del boyardo Stepán Kolichov en el que Pedro I apuntó la necesidad de instalar en el puente inferior del navío Goto Predestinatsia cañones de 16 libras fundidos en las fábricas de los Demídov.
En 1704 Pedro I confecciona un listado de buques de la flota otomana y navíos rusos que se les podrían oponer. El buque de 58 cañones Goto Predestinatsia aparece en el mismo frente al navío de 54 cañones turco Ahmet Karvaz (probablemente el navío de línea San Iseppo o San Giuseppe, capturado a los venecianos en 1690).
En la acuarela de Pieter Bergman del año 1700 aparecen dos franjas de color azul claro que recorren el casco de color ocre. Las portas de los cañones están pintadas de rojo vivo y decoradas con coronas doradas por fuera. Gracias a las redondeadas coronas talladas en torno a las portas laterales del navío los constructores lograron un efecto de continuidad entre la decoración de proa y la de popa. También se distinguían por su riqueza los acabados interiores del Goto Predestinatsia. Según Cornelis de Bruijn, en comparación con otras naves el Goto Predestinatsia «se distinguía (...) por toda clase de decoraciones» y el camarote del capitán estaba revestido de nogal.
En la decoración de popa destacaba una composición centrada en un escudo oval en medio del semicircular coronamiento con la imagen del apóstol Pedro, seguido por navíos por el mar, hacia el que desciende desde un cielo despejado una paloma con un ramo de mirto en el pico y la inscripción: “Sobre esta piedra edificaré mi iglesia”. El escudo aparece rodeado por figuras talladas de putti jugando con delfines. La cubierta de popa quedaba sostenida a los lados por cuatro cupidos apoyados en una base que servía de equilibrada transición entre el balcón con balaustres en forma de cariátides a beques. Los extremos de los pies de amigo que soportaban el balcón de popa estaban decorados con máscaras venecianas y las galerías laterales, con escenas de mitología antigua, una de las cuales correspondía al robo de las manzanas doradas del jardín de las Hespérides. De noche quedaba iluminada por la luz de tres farolas instaladas en popa. A ambos lados de esta imagen se extendían hacia el casco del navío vigas suavemente curvadas apoyadas en tritones tallados. Otras figuras talladas decoraban asimismo los grátiles, las tablas de las bordas, los ojos de amuras, los remates de los bolardos y las bitas.
| |  |  |
| Son ampliamente conocidos los grabados con la imagen del navío de línea Goto Predestinatsia creados por Adriaan Schoonebeek en el año 1701 por orden de Pedro I. El error en la inscripción cometido por el artista, así como la representación de un hombre que reza arrodillado en popa, hicieron pensar en el s. XIX que se trataba del buque Móliaschiysia Sv. Apóstol Piotr (Oración del Apóstol San Pedro). |  |  |

## Bandera del navío
Los grabados de Adriaan Schoonebeek y la acuarela de Bergman representan el Goto Predestinatsia con seis banderas distintas. En opinión de varios autores se trataría de prototipos para la bandera de la Armada. En una de las imágenes del buque ondea una bandera de nueve franjas horizontales sucesivamente blancas, azules y rojas. Otra bandera muestra tres franjas horizontales: blanca, azul y roja. Una tercera, siete franjas, siendo la blanca más ancha y atravesada por una cruz de San Andrés negra; por encima de esta franja aparecen, más estrechas, una blanca, una azul y una roja, y por debajo, una azul, una blanca y una roja.
Según el historiador Rastorgúyev fue precisamente la bandera de siete franjas con la cruz de San Andrés la fabricada en el taller de Vorónezh, consagrada en la iglesia del Almirantazgo e izada en el navío Goto Predestinatsia.
|  |  |  |

|  |  |  |

## Historial de servicio
El 17 de abril de 1702 el navío de línea Goto Predestinatsia es trasladado a la desembocadura del río Vorónezh. En mayo de 1702 Fiódor M. Apraksin escribe a Pedro I:

Excelentísimo soberano, pongo en tu conocimiento que en Vorónezh, por la gracia de Dios, todo es favorable, y el agua es mucha, como tiempo ha que no ha habido, y los navíos, soberano, han salido once a la desembocadura, así como un yate, y dos navíos están en ruta: El Goto Predestinatsia, fruto de tus soberanos esfuerzos, y Cherepaja, obra de Osip Nye. Solo cabe lamentar infinitamente que no llegáramos al Azov en primavera: lástima, soberano, de tiempo y agua.

En 1704 se confeccionó un listado de navíos construidos en los astilleros del almirantazgo de Vorónezh. De acuerdo a ese documento el Goto Predestinatsia, junto a otros trece grandes navíos seguía en la desembocadura del río Vorónezh.
El 30 de abril de 1705, en una instrucción dirigida a Fiódor Apraksin, Pedro I señala que es necesario completar “...la fabricación del navío Predestinación Divina y trasladarlo para empezar a construir otros buques. De este escrito se deduce que el navío todavía permanece en la dársena. En una carta a Fiódor Apraksin fechada en el 11 de julio de 1705 el zar vuelve a insistir en que es necesario terminar los trabajos en el navío, dado que “...si no lo probáis este verano se desperdiciará también el otoño y el invierno.” Esta misma disposición aparece en la carta dirigida a Fedosey Skliáyev el 17 de julio de 1705: “Mucho debéis esforzaros en los trabajos del Predestinación, cuyas obras deberán terminar este verano, aunque otros asuntos sean dejados de lado, dado que es muy necesario, en lo cual vuelvo a insistir”.
En septiembre de 1705 el Goto Predestinatsia fue instalado en los camellos. En 1708 se decide trasladar el navío al mar de Azov. Durante el traslado la práctica totalidad de la tripulación del Goto Predestinatsia está integrada por prisioneros suecos. Por ese motivo Pedro I confía al comodoro Christian Otto, de nacionalidad sueca, llevar la nave a su destino. Este mandato supone para el oficial un incentivo concedido por el zar, dado que el Goto Predestinatsia ostenta la condición de navío soberano. Sin embargo, el traslado del navío al mar de Azov no se produce en aquel año y no es hasta junio de 1710 que el Goto Predestinatsia es portado en camellos al Azov bajo el mando del capitán Stamati Kamer. Según el historiador Rastorgúyev en mayo de 1711 Goto Predestinatsia es llevado de Azov a Troitski.

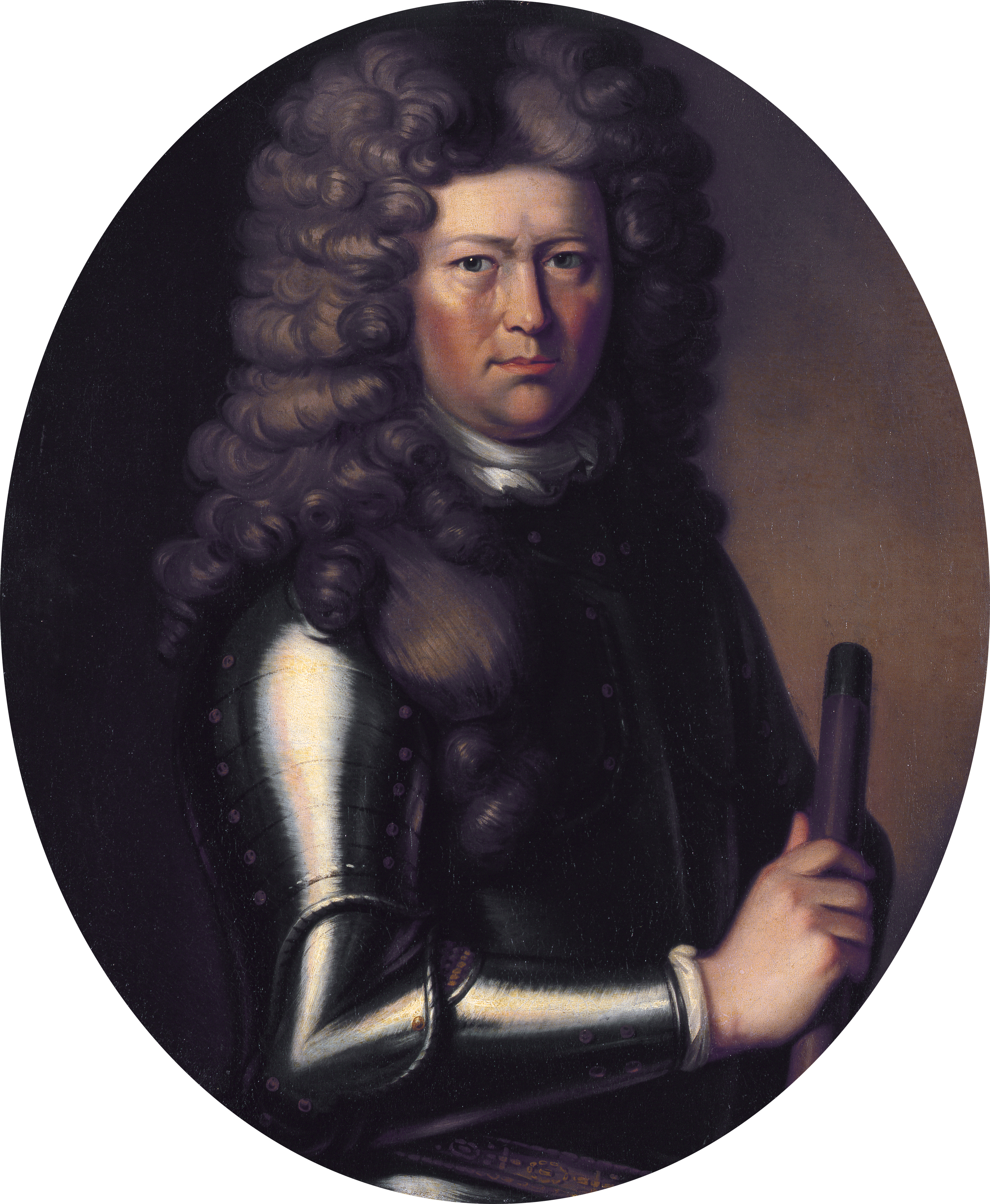
Retrato de Kornelius Crøys (autor desconocido), circa 1709-1714)

En junio de 1711, bajo la comandancia del capitán Nanning, el navío se encuentra en Taganrog formando parte de la escuadra del vicealmirante Cruys. Según Yelaguin el 27 de junio, con vientos de poniente, el Goto Predestinatsia es llevado en camellos a los adentros del mar de Azov y el 2 de julio, liberado de los camellos, vuelve al puerto. Al mismo tiempo los navíos Soyedinéniye y Krépost llegan a alejarse a vela de la costa más que el Goto Predestinatsia.

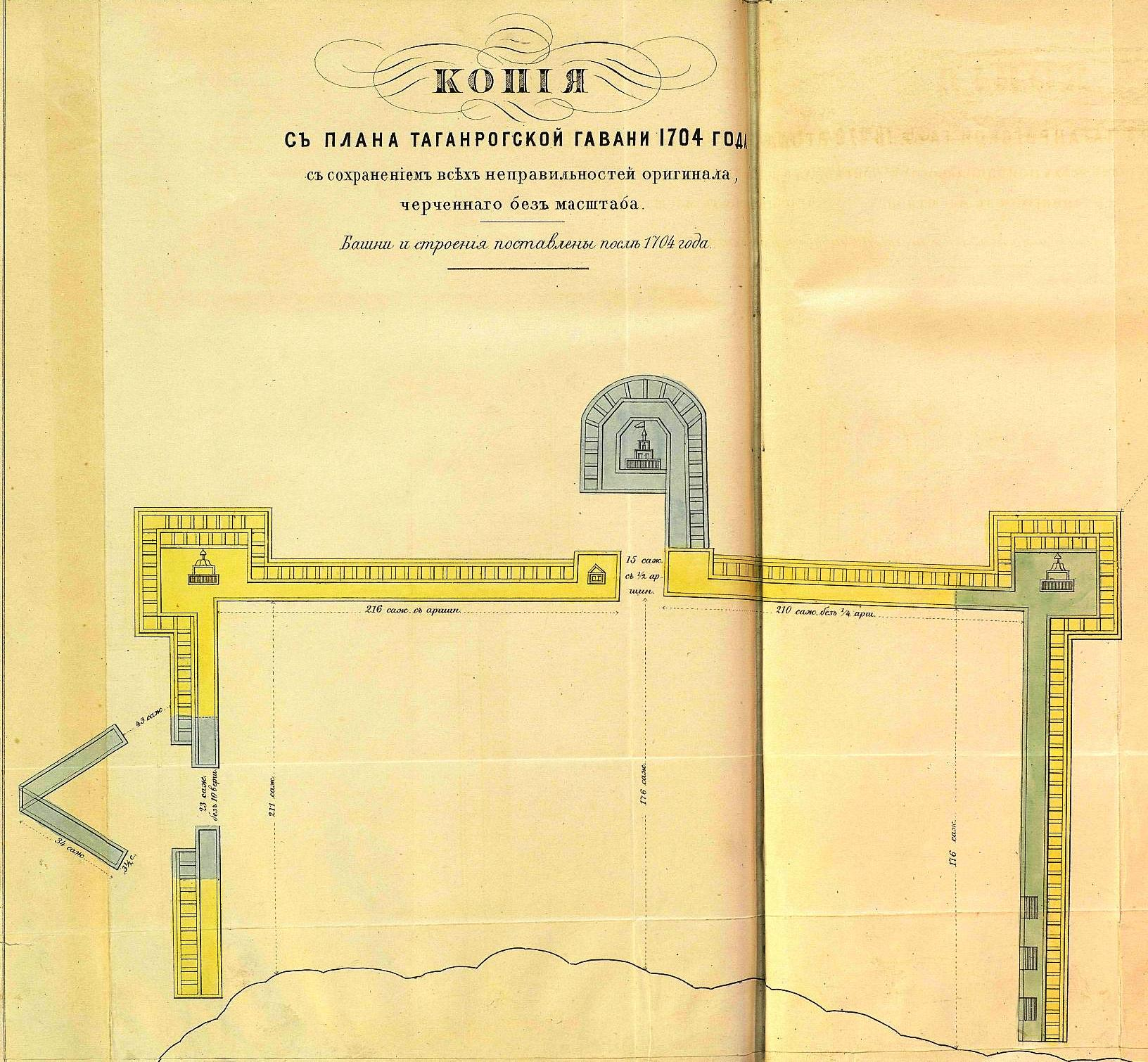
Plano del puerto de Taganrog
(1704)

Aproximadamente al mismo tiempo una flota turca de 18 navíos, 14 galeras y numerosas embarcaciones de menor tamaño se encontraba persiguiendo unos cruceros rusos con el fin de acercarse a Taganrog. El 2 de julio, por causas desconocidas, los buques turcos dieron la vuelta. Pero quedaba así patente el desequilibrio de fuerzas entre las flotas rusa y turca, por lo que se toma la decisión de que una escuadra rusa se instale en el puerto de Taganrog. En las siguientes tres semanas no se producen incidentes de importancia, a excepción de un apresamiento por varias barcas cosacas de una pequeña embarcación turca con 15 personas a bordo. El 19 de julio, por orden del almirante turco, 7 galeras son enviadas a Taganrog. Para hacerles frente salen del puerto de Taganrog el Goto Predestinatsia y tres esnones. Al avistarlos las galeras turcas izan las velas y regresan con su flota a alta mar. Sin embargo el 22 de julio la flota turca se reactiva y se prepara un desembarco a unas 4 millas del puerto con el fin de rodear Taganrog, maniobra que se consigue evitar gracias a la intervención de unos 1500 cosacos.

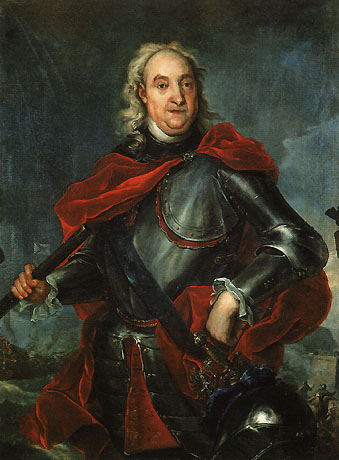
Retrato de Fiódor Apraksin, obra de Tannauer

El 23 de julio Fiódor Apraxin ordena la persecución de pequeñas embarcaciones turcas pero la retirada de la flota enemiga le hace desistir. Esta defensa de la costa podría haber continuado en lo sucesivo de no haber sido por la campaña del Prut.
Unos siete días después de la retirada de la flota turca Apraksin recibe de Pedro I un decreto por el que se ordena el fin de la guerra con los turcos para evitar el mayor derramamiento de sangre de tropas rusas. Pedro I ordena desmantelar la ciudad de Azov. Apraksin debía llevar todas las reservas y la artillería de Azov y Taganrog a Cherkassk. Especial mención se hacía de los navíos Goto Predestinatsia, Lastka y Shpaga. Pedro I ordenaba vender todos los navíos a excepción de estos tres a los turcos o quemarlos si no fuera posible. Los buques Goto Predestinatsia, Lastka y Shpaga deberían ser llevados a través de los Dardanelos. Pedro I confiaba en llegar a un acuerdo con el sultán al respecto. Crøys llegó incluso a redactar, por mandato del zar, la correspondiente instrucción para los capitanes de estas naves. Pero en las negociaciones los turcos solo accedieron a la compraventa, incluida la del Goto Predestinatsia. El buque llega a Estambul el 25 de abril de 1712 donde el inglés Simson Andris procede a la entrega y liquidación con los turcos. La venta reporta 26 165 ducados venecianos (81 771 kuruş o unos 80 000 rublos). Tras su ingreso en la flota turca el Goto Predestinatsia pasa a llamarse en turco: Kapudâne-i Mosko. El navío sirve en el mar Egeo pero no es incluido en la flota de navíos de línea por su escaso tamaño y débil armamento (en aquel momento no portaba más que 44 cañones). En 1718, al término de la guerra de Morea con Venecia, Kapudâne-i Mosko es dado de baja y vendido para su desmantelamiento por 950 kuruş.
Ni la Armada Imperial Rusa, ni la Armada Soviética ni la actual Armada de Rusia han vuelto a contar con un buque denominado Goto Predestinatsia (Predestinación Divina).

## Modelismo
Los planos del navío de línea Goto Predestinatsia fueron publicados en el año 1981 en la revista Modelist-Konstrúktor. En su reconstrucción se emplearon los grabados del constructor holandés Adriaan Schoonebeek, el libro de Serguey Yelaguin Historia de la Flota Rusa. Período del Azov, el libro de Allard La Nueva Construcción Naval Holandesa y otros. El manuscrito Tablas de Proporciones y Magnitudes de Navíos Rusos de Clases II-VI de Principios del S. XVIII permitió recrear los planos de la arboladura y el aparejo. Los colores del navío fueron finalmente reconstruidos sobre la base de la acuarela pintada al natural del cartógrafo Pieter Bergman.
La publicación en la revista hizo que se pusiera de moda la maquetación del Goto Predestinatsia, tanto entre aficionados al modelismo naval como entre profesionales. El modelo del navío sigue apareciendo en competiciones de distinto nivel. Existen empresas que maquetan el buque a demanda.
La fábrica de juguetes de Moscú Ogoniok produce una maqueta montable de plástico del buque.
Se pueden encontrar modelos del primer navío de línea ruso en las colecciones del Museo Etnográfico Regional de Vorónezh, el Museo Etnográfico de Bolshaya Glushitsa y otros.

## Memoria

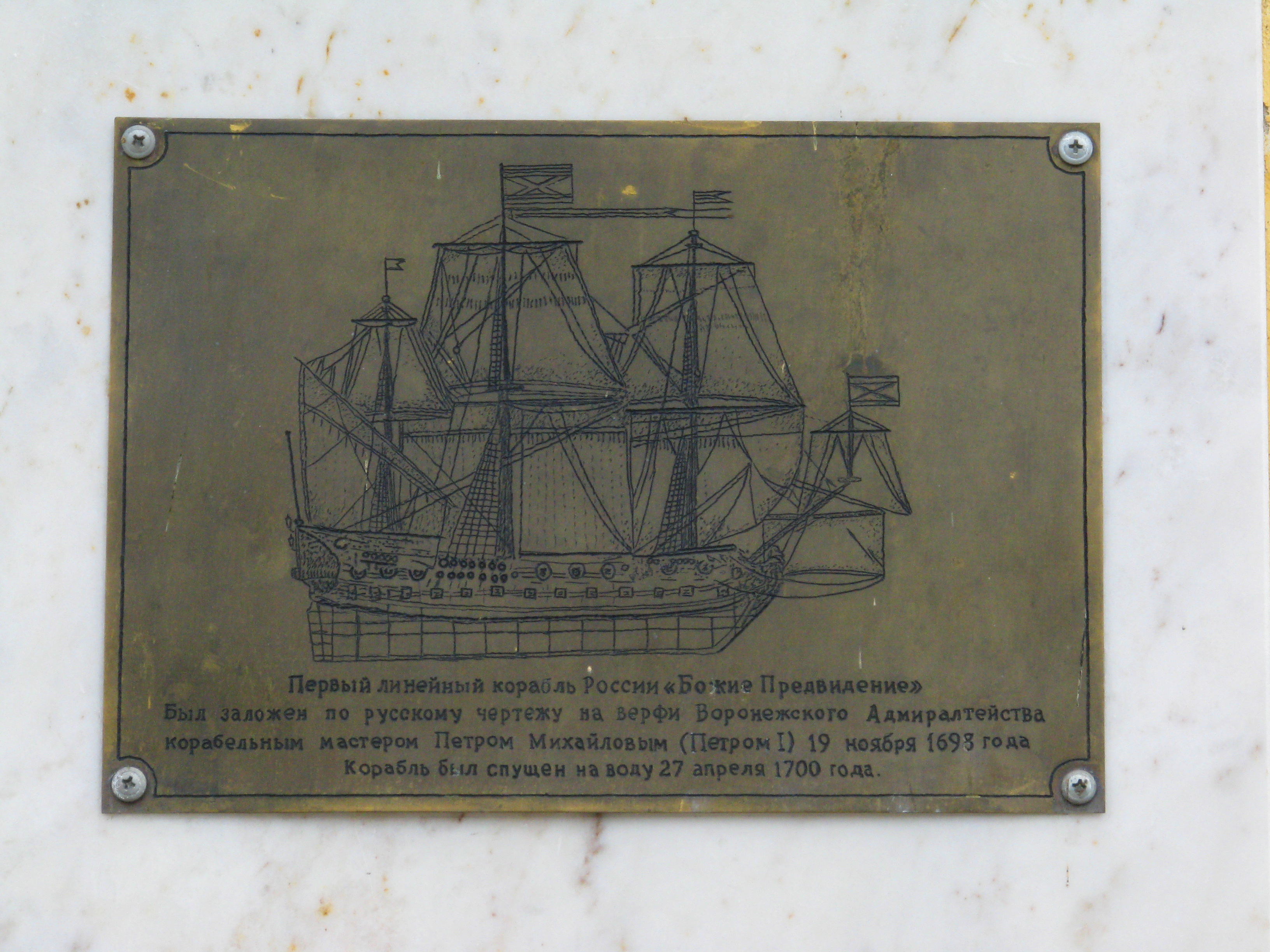
Placa conmemorativa en el muro de la iglesia del Almirantazgo

En el segundo libro de la novela Pedro Primero el escritor soviético Aleksey Tolstoy describe la botadura del navío Predestinatsia, de dos puentes y cincuenta cañones.
En la celebración del 300 aniversario de la Armada rusa en el lugar donde fueron construidos el Goto Predestinatsia y otros navíos de la flota del Azov (actualmente plaza del Almirantazgo se inauguró solemnemente una columna rostral y se entregó al obispado de Vorónezh y Borisglebsk la restaurada iglesia del Almirantazgo en la que, posiblemente, había sido consagrada la bandera del buque Goto Predestinatsia. En uno de los muros de la iglesia del Almirantazgo se colocó una placa conmemorativa de la construcción del Goto Predestinatsia.
En el año 2000 el 300 aniversario de la construcción del Goto Predestinatsia se conmemoró en Vorónezh con la conferencia científica Vorónezh: patria del primer navío de línea de Rusia.
En el año 2001 se emitió una hoja bloque con los planos del Goto Predestinatsia.
En el año 2000 la fábrica de chocolate Krásny Oktiabr lanzó para conmemorar el 300 aniversario de la Armada rusa la serie Flotski Shokolad dedicada a las naves más conocidas de Rusia. En una de las etiquetas aparecía el Goto Predestinatsia.
El 1 de noviembre de 2010 el Banco de Rusia puso en circulación monedas conmemorativas fabricadas con metales preciosos, entre ellas la moneda de oro ‘’Navío Goto Predestinatsia’’, con un valor nominal de 1000 rublos, dentro de la serie Historia de la Armada Rusa. Se emitieron 500 unidades. En la cara de la moneda aparece en relieve el emblema del Banco de Rusia (el águila de dos cabezas), el año en que se acuñó (2010) y la inscripción "mil rublos", mientras que en la cruz figura la imagen en relieve del primer navío de línea ruso Goto Predestinatsia y la rosa de los vientos en combinación con elementos de cartografía marina.
En el año 2015 la editorial Marka emitió un sobre postal con la imagen de la réplica del navío de línea Goto Predestinatsia.
El modelo del navío Goto Predestinatsia forma parte de la señal conmemorativa Aduana del Temernik instalada en Rostov del Don en el lugar donde se encontraba la aduana del Temernik.

### Barco museo

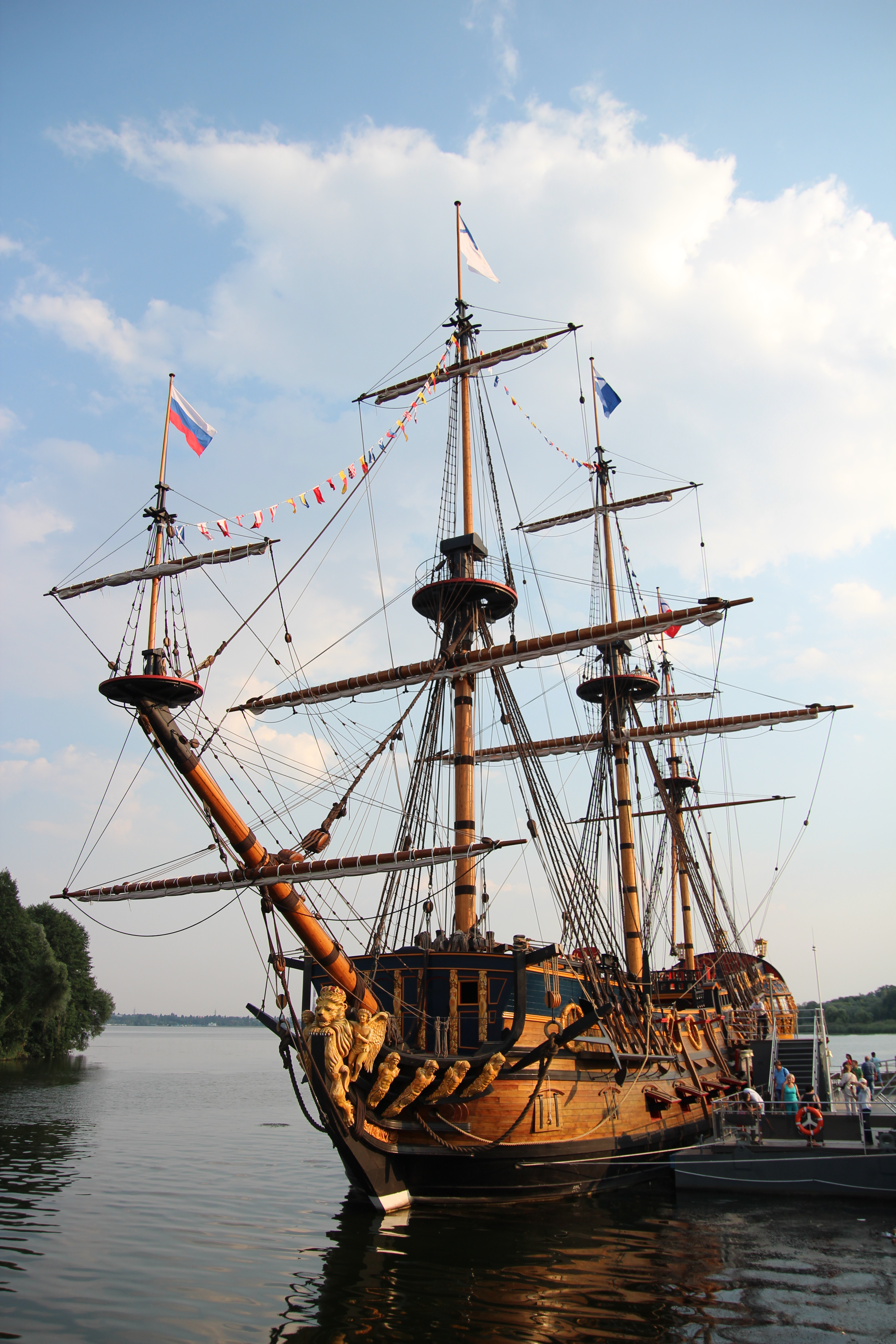
El barco museo

El 16 de diciembre de 2009 el gobernador de la región de Vorónezh Aleksey Gordéyev anunció en la reunión del Consejo Artístico Social la decisión de crear una réplica del navío con los planos de época de Pedro I. El 8 de julio de 2010 en la plaza del Almirantazgo se fundió la campana de la futura réplica del buque. El 15 de junio de 2011 en el astillero Pávlovski se celebró el solemne inicio de obra. El 27 de julio de 2014 el buque realizó su primer trayecto. Al término de las obras, en septiembre de 2014, alojó el museo de la Armada.